# Тузов, Юрий Васильевич
Юрий Васильевич Тузо́в (26 мая 1953, Новоалександровская, Ставропольский край — 15 декабря 2020, Мытищи, Московская область) — российский актёр театра и кино. Член Союза кинематографистов Российской Федерации (с 2019).

## Биография
Юрий Васильевич Тузов родился 26 мая 1953 года в станице Новоалександровской Ново-Александровского сельсовета Новоалександровского района Ставропольского края, ныне город Новоалександровск — административный центр Новоалександровского городского округа того же края.
В 1957 году семья переехала в город Дзержинск Горьковской области, где его отец работал директором школы № 7. Затем некоторое время жил в селе Крутой Майдан Вачского района Горьковской области, где отец был председателем колхоза «Память Ленина», после чего с матерью вернулся в Дзержинск.
В 1977 году окончил Горьковское театральное училище по специальности «актер драматического театра» (мастер Крипец В.М), учёба была прервана службой в рядах Советской Армии.
На профессиональной сцене с 1977 года.
С 12 января 1977 по август 1987 года работал актёром в Дзержинском театре драмы имени 30-летия Ленинского комсомола, руководил зрительским отделом театра, вел кружки в школе, и в ДК. Был президентом городского клуба авторской песни, руководителем, режиссером, сценаристом агитбригады «Время, вперед!» при ДКХ.
С октября 1987 по 1988 год работал в Златоустовском театре драмы.
В 1988 году окончил Ленинградский государственный институт театра, музыки и кинематографии имени Н. Черкасова (театроведческий факультет, продюсерское отделение).
В 1988—1989 годах работал в Саратовском театре юного зрителя имени Ю. П. Киселёва.
В 1989—1990 годах работал заместителем директора и актером в Саратовском академическом театре драмы имени К. Маркса.
В 1990—1993 годах работал директором Курганского театра драмы.
В 1992—1994 годах имел собственный частный театр «Антреприза Юрия Тузова» в г. Кургане.
В 1994—2002 годах работал актёром разговорного жанра в филармониях Кисловодска и Москвы.
В 2002—2006 годах работал в театре «ФЭСТ», г. Мытищи.
В 2009—2012 годах работал актёром в московском Театре на Покровке.
С 2012 года актёр московского театра «МЕЛ» и «Просветительского театра одного актёра».
2017 год — по договору репетировал в театре ЛЕНКОМ, ввод в «Королевские игры». (Не состоялся)
С 2018 года актёр Муниципального бюджетного учреждения культуры «Музыкально-драматический театр» города Ивантеевки.
С февраля 2019 года член Союза кинематографистов Российской Федерации.
Юрий Васильевич Тузов скончался 15 декабря 2020 года от вирусной пневмонии, вызванной коронавирусом COVID-19. Похоронен на Волковском кладбище города Мытищи городского округа Мытищи Московской области.

## Награды
- Медаль «Василий Шукшин» № 007, Союз писателей России и журнал «Бийский вестник», 16 декабря 2014 года, за многолетнюю популяризацию творчества Шукшина.
- Лауреат премии Губернатора Московской области, 2016 год и 2018 год
- Лауреат фестиваля «Театральные встречи на Древнем Волоке», 2009 год, за пронзительное исполнение произведений Шукшина.
- Лауреат «Московского открытого фестиваля авторской песни в Коломенском», 2010 год
- Лауреат Всероссийского фестиваля «Шукшинские дни на Алтае», 2012 год
- Отличник культурного шефства над селом, 1981 год
- Отличник культурного шефства над Вооруженными Силами СССР. 1984 год

## Фильмография
- Битва за Москву (1985)
- Бесконечность (1991)
- День полнолуния (1998)
- Женщин обижать не рекомендуется (1999)
- Следствие ведут ЗнаТоКи. Пуд золота (2002)
- Кобра. Антитеррор (2003)
- Лучший город Земли (2003)
- Великие авантюристы России (2004)
- Золотые парни (2005)
- Криминальные игры (2005)
- Кулагин и партнёры (2005)
- Любовь моя (2005)
- Свой человек (2005)
- Аэропорт-2 (2006)
- Врачебная тайна (2006)
- Женские истории (2006)
- Ужас, который всегда с тобой (2006)
- Белка в колесе (2007)
- Гражданин начальник—3 (2007)
- Громовы. Дом надежды (2007)
- Завещание Ленина (2007)
- Защита против (2007)
- Марфа и её щенки 2: Приключения продолжаются (2007)
- Промзона (2007)
- УГРО. Простые парни-1 (2007)
- Атлантида (2007—2008)
- Братья Карамазовы (2008)
- Взрослые игры (2008)
- Висяки (2008)
- Возьми меня с собой (2008)
- Две судьбы—4. Новая жизнь (2008)
- Домовой (2008)
- Жаркий лёд (2008)
- Заповедник страха (2008)
- Мальтийский крест (2008)
- Новая жизнь сыщика Гурова (2008)
- Счастливы вместе (2008)
- Шальной ангел (2008)
- Морской патруль—2 (2008—2009)
- Ранетки (2008—2010)
- Обручальное кольцо (2008—2012)
- Аптекарь (2009)
- Братаны (2009)
- Бумеранг из прошлого (2009)
- В погоне за счастьем (2009)
- Высший пилотаж (2009)
- Генеральская внучка— 2 (2009)
- Десантура (2009)
- Первая попытка (2009)
- Кармелита. Цыганская страсть (2009)
- Спальный район (2009—2010)
- Варенька. И в горе, и в радости (2010)
- Дом Солнца (2010)
- Москва. Центральный округ—3 (2010)
- Солнечное затмение (2010)
- Узел (2010)
- Учитель в законе. Продолжение (2010)
- Черкизона. Одноразовые люди (2010)
- Детективы (2011)
- Знахарь 2: Охота без правил (2011)
- Казнокрады (2011)
- Объект 11 (2011)
- Пандора (2011)
- Пыльная работа (2011)
- Сердце Марии (2011)
- Хозяйка моей судьбы (2011)
- След (2011—2017)
- Дело следователя Никитина (2012)
- Дикий—3 (2012)
- Команда Че (2012)
- Мент в законе—5 (2012)
- Бомбила. Продолжение (2013)
- Дурная кровь (2013)
- Карпов—2 (2013)
- Обмани, если любишь (2013)
- Пепел (2013)
- Два отца и два сына (2013—2017)
- Молодёжка (2013—2018)
- Академия (2014)
- Верное средство (2014)
- Всем всего хорошего (2014)
- Законы улиц (2014)
- Кодекс чести-7 (2014)
- Любить нельзя ненавидеть (2014)
- Любовь и Роман (2014)
- Марьина роща-2 (2014)
- Мент в законе-9 (2014)
- Москва - Лопушки (2014)
- Московская борзая (2014)
- Сватьи (2014)
- Судья-2 (2014)
- УГРО. Простые парни-5 (2014)
- Кинорассказ Шукшина "Верую!" (2015)
- Миндальный привкус любви (2015)
- Пасечник-2 (2015)
- Пенсильвания (2015) — главврач психбольницы
- С Днём Победы! (2015)
- Светофор (2016)
- Чемпионы: Быстрее. Выше. Сильнее (2016)
- Домохозяин (2017)
- Лесник. Своя земля (2017)
- Позднее раскаяние (2017)
- Шрам (2017)
- Берёзка (2018)
- Лютый-2 (2018)
- Душегубы (2019) — Кривицкий, генеральный прокурор Белорусской ССР
- Хор (2019)
- След (2020)

## Семья
- Отец Василий Дмитриевич — директор школы, 2-й секретарь райкома комсомола, инструктор райкома партии, председатель колхоза.
- Мать Лидия Николаевна Кузьмина, швея, домохозяйка.
- Брат Владимир, стоматолог.

Юрий Тузов женат, жена Надежда Николаевна, администратор театра, помреж, знакомы с 9 класса, в семье две дочери:
- Елена (род. 19 марта 1974 года), актриса, художник, поэт.
- Юлия (род. 5 октября 1977 года), певица, автор песен.